# Silicon Image
La companyia Silicon Image va ser fundada el 1995. Té la seu a Sunnyvale, Califòrnia i oficines de vendes a la Xina, Alemanya, Japó, Corea i Taiwan.
És un proveïdor líder de semiconductors i productes de propietat intel·lectual per a la distribució segura, la presentació i l'emmagatzematge de contingut d'alta definició. Amb una rica història d'innovació tecnològica que inclou la creació d'estàndards com DVI i HDMI.
Les solucions de la companyia faciliten l'ús de contingut digital entre electrònica de consum, ordinadors personals (PC) i dispositius d'emmagatzematge, amb l'objectiu de garantir que s'envia correctament el contingut digital en qualsevol moment, en qualsevol lloc i en qualsevol dispositiu.
El 2009 es va unir a Nokia, Samsung i Sony per treure al mercat un nou port amb una tecnologia que harmonitzarà la relació entre telèfons mòbils, reproductors multimèdia de butxaca i pantalles d'alta definició, anomenat MHL.